# (11159) Mizugaki
(11159) Mizugaki est un astéroïde de la ceinture principale.

## Description
(11159) Mizugaki est un astéroïde de la ceinture principale. Il fut découvert le 19 janvier 1998 à Ōizumi par Takao Kobayashi. Il présente une orbite caractérisée par un demi-grand axe de 2,33 UA, une excentricité de 0,23 et une inclinaison de 5,5° par rapport à l'écliptique.

## Origine du nom
L'astéroïde a été nommé d'après le mont Mizugaki situé dans la préfecture de Yamanashi, au Japon.